# 新澳毛皮海狮
新澳毛皮海狮（学名：Arctocephalus fosteri；毛利语：kekeno；英语：New Zealand fur seal），又稱南方毛皮海豹（英语：Southern fur seal），是毛皮海狮属下的一种海狮，主要分布于澳大利亚南岸和新西兰南岛沿岸。

## 形态
雄性体重可达160千克，平均体重则为126千克，体长可达2米。雌性体重在30-50千克之间，体长最多1.5米。